# Bernhard von Richthofen
Bernhard Ludwig Ernst baron von Richthofen (né le 8 juin 1836 à Cammerau, arrondissement de Schweidnitz, province de Silésie et mort le 6 juin 1895 à Bonn) est un fonctionnaire administratif prussien. À partir de 1868, il est administrateur de l'arrondissement de Buk, de 1875 à 1885 administrateur de l'arrondissement de Stolp dans la province de Poméranie et de 1885 jusqu'à sa mort chef de la police de Berlin.

## Biographie
Bernhard von Richthofen est le fils du propriétaire de la mine de charbon et lieutenant de mer Eduard von Richthofen (1801-1863) et de son épouse Amalie von Schmettau (1809-1843). Il étudie le droit à l'Université Frédéric de Halle et devient actif dans le Corps Marchia Halle (de) en 1856.
En 1858, il rejoint l'administration intérieure du royaume de Prusse. Il commence sa carrière au tribunal de chambre de Glogau et devient en 1868 administrateur de l'arrondissement de Buk (Posnanie). En 1874, il succède à l'administrateur controversé de l'arrondissement Hans von Gottberg (de) à Stolp, temporairement mis à la retraite pour des raisons politiques. Dans l'arrondissement de Stolp, considéré comme difficile en raison de sa taille et pour des raisons politiques, seuls des fonctionnaires sélectionnés sont employés. Richthofen doit faire respecter la position du gouvernement dans ce domaine.
En octobre 1885, Richthofen devient chef de la police de Berlin. À ce titre, Richthofen supervise la mise en œuvre de la loi socialiste à Berlin. En 1892, il tente finalement en vain d'interdire la Scène populaire libre de Berlin (de), qu'il considère comme une organisation de propagande dangereuse pour le mouvement socialiste.
Le verdict de Richthofen sur les drames du naturalisme devient presque proverbial. Lorsqu'il interdit la première de la pièce Sodoms Ende d'Hermann Sudermann, prévue pour octobre 1890, il justifie cela auprès du directeur du théâtre Lessing de Berlin, Oscar Blumenthal (de), par les mots : Die Janze Richtung passt uns nicht. Après de nouvelles interventions de Blumenthal auprès du ministre prussien de l'Intérieur Ernst Ludwig Herrfurth et de légères réductions, Richthofen lève son interdiction sur instruction du ministre.
Une nécrologie parue dans le magazine Daheim décrit Richthofen comme « vif et fringant », comme un « travailleur infatigable » qui, « par sa grande gentillesse personnelle » et son « attitude fraîche et gagnante », s'impose auprès de son entourage et de ceux avec qui son bureau le met en contact et le rend populaire. Selon une rumeur répandue par Hans von Tresckow (de), Richthofen aurait dû sa promotion au souhait d'Otto von Bismarck de nommer Richard von Puttkamer, un parent de son épouse Johanna von Puttkamer, à Stolp.
Philipp zu Eulenburg, Friedrich von Holstein et Alfred von Kiderlen-Waechter considèrent Richthofen comme incompétent, « flegmatique » et peu fiable. Selon ses propres déclarations, Eulenburg aurait notamment insisté pour le licenciement de Richthofen. Dans le même temps, le secrétaire d'État au ministère des Affaires étrangères, Adolf Marschall von Bieberstein, tente de forcer Richthofen à démissionner car, selon Tresckow, il n'a pas accédé à son souhait d'observer Herbert von Bismarck. L'historien Bernd-Ulrich Hergemöller soupçonne que la mort soudaine et inattendue de Richthofen est un suicide déguisé. Von Richthofen meurt le 6 juin 1895 à l'hôpital universitaire de Bonn,.
À Berlin-Friedrichshain, l'Auerstrasse actuelle est nommée Richthofenstrasse en l'honneur de Bernhard von Richthofen de 1898 à 1951.